# Mantella milotympanum
Mantella milotympanum (tên tiếng Anh: Black-eared Mantella) là một loài ếch trong họ Mantellidae. Chúng là loài đặc hữu của Madagascar.
Các môi trường sống tự nhiên của chúng là các khu rừng ẩm ướt đất thấp nhiệt đới hoặc cận nhiệt đới, đầm nước nhiệt đới hoặc cận nhiệt đới, các khu rừng vùng núi ẩm nhiệt đới hoặc cận nhiệt đới, và đầm nước. Loài này đang bị đe dọa do mất môi trường sống.
Nó còn là vật nuôi trong nhà.

## Hình ảnh

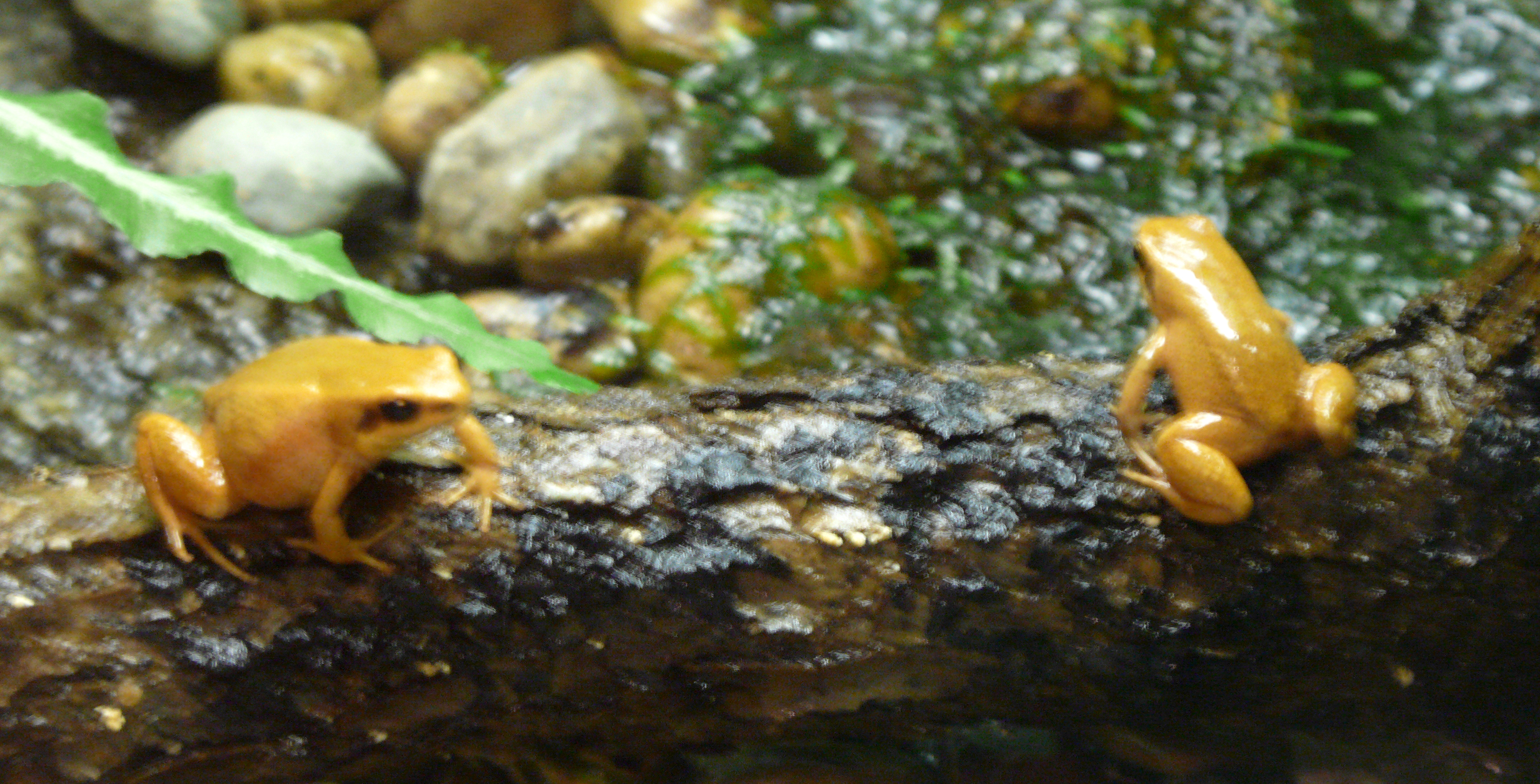
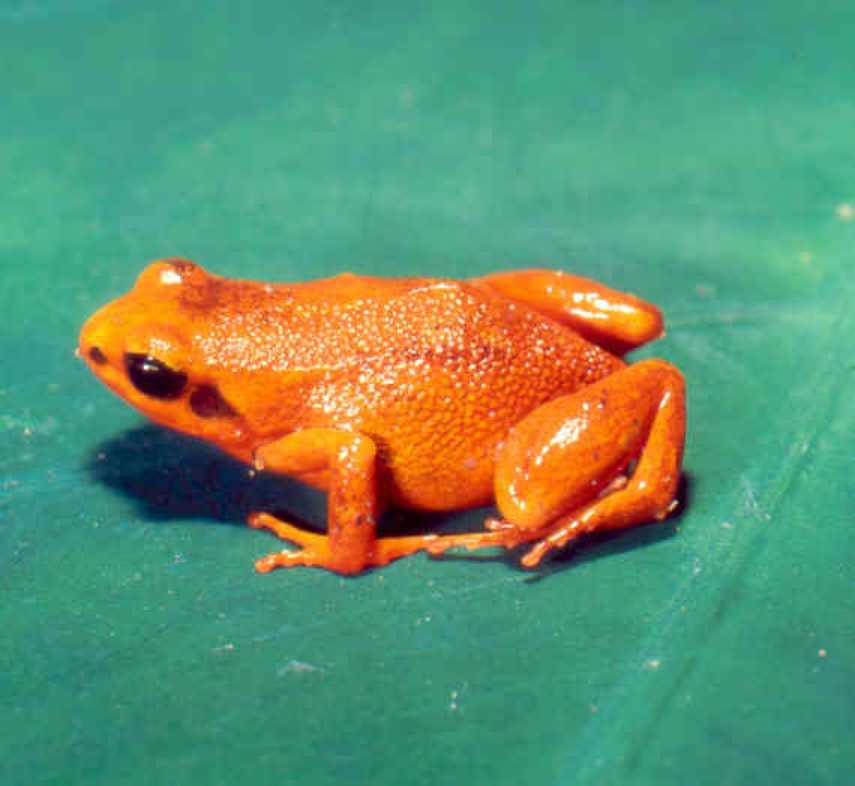